# Щегрикович, Дмитрий Николаевич
Дмитрий Николаевич Щегрикович (род. 7 декабря 1983, Солигорск, Минская область) — белорусский футболист, опорный и центральный полузащитник «Шанхая». Мастер спорта Беларуси.

## Биография
Воспитанник ДЮСШ города Солигорска, первый тренер — Леонид Николаевич Василенко. В 2001—2002 годах выступал за дублирующий состав солигорского «Шахтёра».
В 2003 году перешёл в БАТЭ и в том же сезоне дебютировал в его составе в высшей лиге Беларуси. Всего в борисовском клубе провёл два сезона, сыграл 25 матчей и забил 2 гола в чемпионате страны и стал двукратным серебряным призёром (2003, 2004).
С 2005 года в течение пяти лет выступал за МТЗ-РИПО, сыграв за это время 120 матчей в лиге. Становился бронзовым призёром чемпионата (2005, 2008) и двукратным обладателем Кубка Беларуси (2005, 2008). После ухода из МТЗ-РИПО провёл по одному сезону в «Белшине» и «Минске».
В 2012 году перешёл в «Торпедо» (Жодино), где провёл четыре сезона и сыграл более 100 матчей. В 2013 году был капитаном команды и сыграл все 32 матча в сезоне, однако после травмы в начале 2014 года стал реже появляться на поле. Жодинский клуб стал обладателем Кубка Беларуси сезона 2015/16, однако футболист покинул команду ещё до финальных стадий. В 2016—2017 годах играл за «Слуцк».
В 2018 году снова играл за «Белшину», клуб в это время выступал в первой лиге, где стал бронзовым призёром. В 2019 году перешёл в другой клуб Первой лиги, «Смолевичи-СТИ», с которым стал серебряным призёром турнира и заслужил право на выход в Высшую лигу. В октябре 2020 года покинул клуб и объявил о завершении карьеры. Вошёл в тренерский штаб «Слуцка».
В феврале 2021 года присоединился к клубу «Спартак» из Слуцка, который выступает во Второй лиге.
Всего в высшей лиге Беларуси сыграл 349 матчей и забил 16 голов (по состоянию на декабрь 2019).
Выступал за молодёжную сборную Беларуси. В ноябре 2009 года призывался в состав национальной сборной Беларуси и включался в состав на товарищеские матчи, но оставался запасным. Во время визита белорусской команды в Саудовскую Аравию 13 ноября 2009 года состоялся также матч вторых сборных, в котором Щегрикович отыграл все 90 минут.

## Личная жизнь
Двоюродный брат Сергей Щегрикович тоже профессиональный футболист.